# Somerleyton
Somerleyton (ˈsʌmər leɪtən) ist ein Dorf in der englischen Grafschaft Suffolk, das zusammen mit den Ortschaften Ashby und Herringfleet eine Gemeinde (Civil parish) bildet. Somerleyton liegt am Fluss Waveney in dem Naturschutzgebiet der Norfolk Broads.

## Geschichte
Zur Zeit der normannischen Eroberung Englands hieß das Dorf, in dem laut dem Domesday Book 17 Familien lebten, Sumerledetuna und war im Besitz von König Wilhelm I. (William the Conqueror).
Im 16. Jahrhundert entstand das spätere Herrenhaus Someleyton Hall. Das Anwesen wurde während des englischen Bürgerkriegs mehrfach von Truppen des Parlaments besetzt.
Mitte des 19. Jahrhunderts erwarb der Eisenbahnpionier Samuel Morton Peto Somerleyton Hall nebst Ländereien. Peto leitete den Wiederaufbau des Dorfes, deren Kosten ihn in den Ruin trieben. Das Anwesen wurde an einen Teppichhersteller aus West Yorkshire verkauft, für dessen Sohn im Jahr 1916 der Titel eines Baron Somerleyton geschaffen wurde.
In den 1950er Jahren entwickelte und testete Christopher Cockerell das erste Luftkissenfahrzeug (Hovercraft) auf seiner Werft in Somerleyton. Im Jahr 2010 wurde zum 100. Geburtstag des Erfinders ein Gedenkstein errichtet.

## Lage und Beschreibung
Somerleyton liegt rund 7 Kilometer nordwestlich von Lowestoft und rund 9 Kilometer südwestlich von Great Yarmouth. Bei einer Gebietsreform des Jahres 1987 wurde die vormals selbstständige Gemeinde mit den Orten Ashby und Herringfleet zu einem Civil parish zusammengelegt.
Das Dorf liegt am Rand des Naturschutzgebiets der Norfolk Broads und liegt mit seiner Südseite am Fluss Waveney, der hier auch die Grenze zwischen den Grafschaften Suffolk und Norfolk bildet. Im Dorf leben rund 300 der knapp 450 Einwohner der Gemeinde.
Im Dorf gibt es eine Schule, ein Gemeindehaus, einen Sportplatz und eine Gaststätte (The Dukes Head). Die Bahnlinie Lowestoft–Norwich verläuft nahe bei Somerleyton und überquert den Waveney mittels der Somerleyton Swing Bridge. Seit dem Jahr 1847 verfügt das Dorf über einen eigenen Bahnhof.
Der künstliche angelegte Sportboothafen von Somerleyton bietet Liegeplätze für rund 100 Boote; ferner besteht ein öffentlicher Anlegeplatz der Broads Authority für rund 30 Mietboote am Ufer des Flusses.

### Eisenbahndrehbrücke
Die Somerleyton Swing Bridge führt die Eisenbahnlinie von Lowestoft nach Norwich über den Fluss Waveney. Sie wurde im Jahr 1905 gebaut und ersetzte eine frühere eingleisige Brücke. Die Brücke liegt 400 Meter westlich des Bahnhofs von Somerleyton. Sie ist eine von nur vier verbliebenen Eisenbahndrehbrücken über Flüsse in den Norfolk Broads.
Die Durchfahrthöhe unter der Brücke beträgt mindestens 2,59 Meter. Sie wird vor der Ankunft von Zügen geschlossen.

### Somerleyton Hall
Bei dem viktorianischen Umbau von Somerleyton Hall Mitte des 19. Jahrhunderts entstand ein zweistöckiges Herrenhaus im jakobinischen Stil. Es verfügt über eine Loggia und einen quadratischen Uhrenturm.
Der Park, der das Gebäude umgibt, wurde im 17. Jahrhundert angelegt und umfasst 140 Hektar Land. Es gibt eine Reihe formaler Gärten, die von William Andrews Nesfield entworfen wurden, und ein Küchengarten mit Gewächshäusern, der Joseph Paxton zugeschrieben wird. Im Park finden sich auch verschiedene Skulpturen sowie ein Eibenheckenlabyrinth.
Das Haus ist ein privater Familienwohnsitz. Haus und Park sind für die Öffentlichkeit zugänglich.

### Kirche St Mary
Die Pfarrkirche ist der Heiligen Maria geweiht und steht im Somerleyton Park in der Nähe von Somerleyton Hall. Das Gebäude hat einen Turm aus dem 15. Jahrhundert, wurde aber ansonsten auf Anweisung von Samuel Morton Peto umgebaut. Dabei wurde unter den Bodenplatten eine mittelalterliche Steinplatte mit den Symbolen der vier Evangelisten entdeckt. Der Lettner und das Taufbecken stammen beide aus dem 15. Jahrhundert, ersteres mit 16 Tafeln mit Heiligenbildern. Das Gebäude ist denkmalgeschützt.

## Literarische und mediale Beachtung
Somerleyton Hall und das Labyrinth im Park, in dem sich der Erzähler verirrt, spielen eine wichtige Rolle in W. G. Sebalds Roman-Erinnerung Die Ringe des Saturn aus dem Jahr 1995.
Im Jahr 1979 wurde eine Folge von Roald Dahls Fernsehserie Tales of the Unexpected in Somerleyton Hall gedreht. Ein Antiquitäten-Programm der BBC fand im Jahr 2009 in Somerleyton Hall statt.
Somerleyton Hall diente als Ersatz für Sandringham House in dem Fernsehdrama The Lost Prince aus dem Jahr 2003. Für den gleichen Zweck wurde das Haus auch in der im Jahr 2020 ausgestrahlten Serie The Crown verwendet.